# Danny Elfman

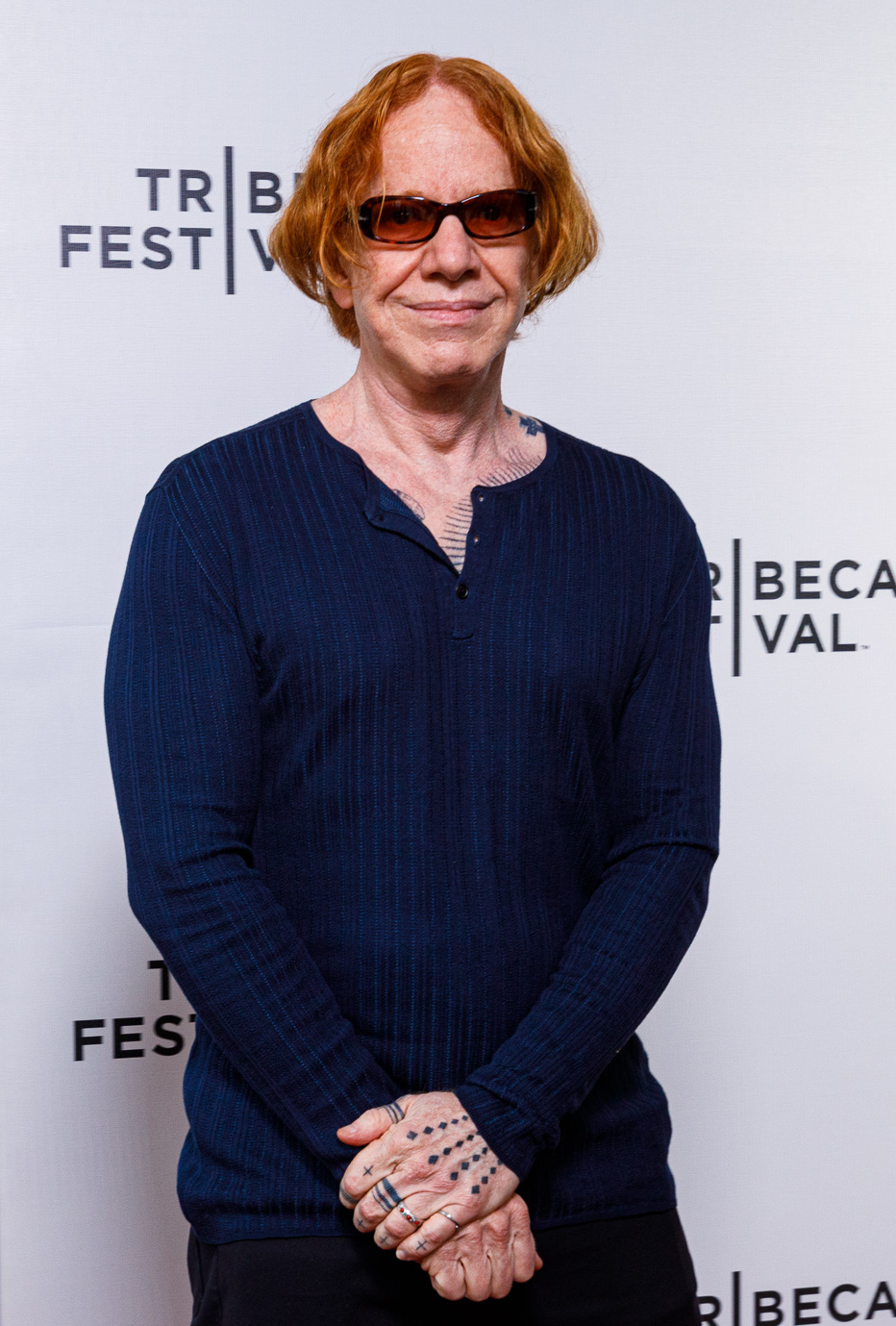
Danny Elfman (2022)

Daniel „Danny“ Robert Elfman (* 29. Mai 1953 in Los Angeles, Kalifornien) ist ein US-amerikanischer Filmkomponist. Bekannt wurde er vor allem durch seine langjährige Zusammenarbeit mit dem Regisseur Tim Burton. Als Burtons Stammkomponist vertonte er 16 seiner 20 Filmprojekte. Er arbeitete außerdem auch regelmäßig mit den Regisseuren Sam Raimi und Gus Van Sant zusammen und komponierte die bekannte Titelmelodie der Erfolgsserie Die Simpsons.

## Leben und Wirken
Elfman entstammt einem jüdischen Elternhaus. Er ist der Sohn der Schriftstellerin Blossom Elfman. Seine kreative Laufbahn begann in den frühen 1970er Jahren, als er als Geiger in die theatralische Musikgruppe „Grand Magic Circus“ einstieg, in der sein älterer Bruder Richard damals Congas spielte. Später wurde er Teil der Avantgarde-Musikgruppe „The Mystic Knights of the Oingo Boingo“, die Richard 1972 gegründet hatte. In dieser Truppe zeigte Danny sein musikalisches Können unter anderem als Leadsänger, Posaunist und an diversen Percussion-Instrumenten wie zum Beispiel dem Balafon. Für Richards Film Forbidden Zone von 1978 entstand von den Mystic Knights der erste Soundtrack, der in den Vereinigten Staaten Kultstatus erreichte. Ebenfalls 1978 übergab Richard die Leitung der Band an Danny, welcher ein Jahr später aus der über 15-köpfigen Besetzung der Mystic Knights die achtköpfige Rockband Oingo Boingo formte. Mit Oingo Boingo spielte er die folgenden 17 Jahre, bevor er sich 1995 entschloss, die Band aufzulösen, weil es laut Elfman „der richtige Zeitpunkt dafür“ war.
Sein erster kommerzieller Soundtrack für Tim Burtons Film Pee-Wees irre Abenteuer bedeutete für beide den Beginn einer langjährigen Zusammenarbeit, die bis auf Ed Wood, Sweeney Todd und Die Insel der besonderen Kinder alle von Burtons Spielfilmprojekten umfasst: Pee-Wee’s irre Abenteuer, Beetlejuice, Nightmare Before Christmas, Sleepy Hollow, Batman, Mars Attacks!, Edward mit den Scherenhänden, Charlie und die Schokoladenfabrik, Big Fish und Corpse Bride – Hochzeit mit einer Leiche. Als Elfman von Burton das Angebot erhielt, für den Film Pee-Wees irre Abenteuer die Filmmusik zu komponieren, wollte Elfman, der bislang lediglich als Rock-Musiker tätig gewesen war, ursprünglich über seinen Manager der Anfrage eine Absage erteilen, da er noch keine Erfahrung als Filmkomponist hatte. Nach einer Bedenkzeit sagte Danny Elfman schließlich doch zu. Elfmans typisch verspielter Stil untermalte Burtons oft morbide Märchen meist mit groß orchestrierten Partituren unter zusätzlicher Verwendung von Orgel, Xylophon, Glockenspiel und charakteristischem Knabenchor. Chanel benutzte das bekannte Filmthema von Edward mit den Scherenhänden 1998 für eine erfolgreiche Werbekampagne („Red Riding Hood“), bei der Luc Besson Regie führte.
Auch Elfmans Stimme findet sich oftmals auf seinen Soundtracks, so auf Nightmare Before Christmas (als Jack Skellington), Charlie und die Schokoladenfabrik (als Oompa Loompas) oder Corpse Bride – Hochzeit mit einer Leiche (als Bonejangles). Seine Kompositionen für Big Fish, Good Will Hunting, Men in Black und Milk wurden für den Oscar nominiert. Seit 1980 komponierte er außerdem die Musik für mehr als 100 Film- und Fernsehprojekte. Besonders populär sind die Titelmusiken von Die Simpsons und Desperate Housewives; für letztere erhielt er 2006 den Emmy in der Kategorie Outstanding Title Music. 2005 erschien seine Musik zu dem Ballett Serenada Schizophrana, welche in den Score zu Standard Operating Procedure eingearbeitet wurde und als Musik zu dem Film Deep Sea 3D diente.

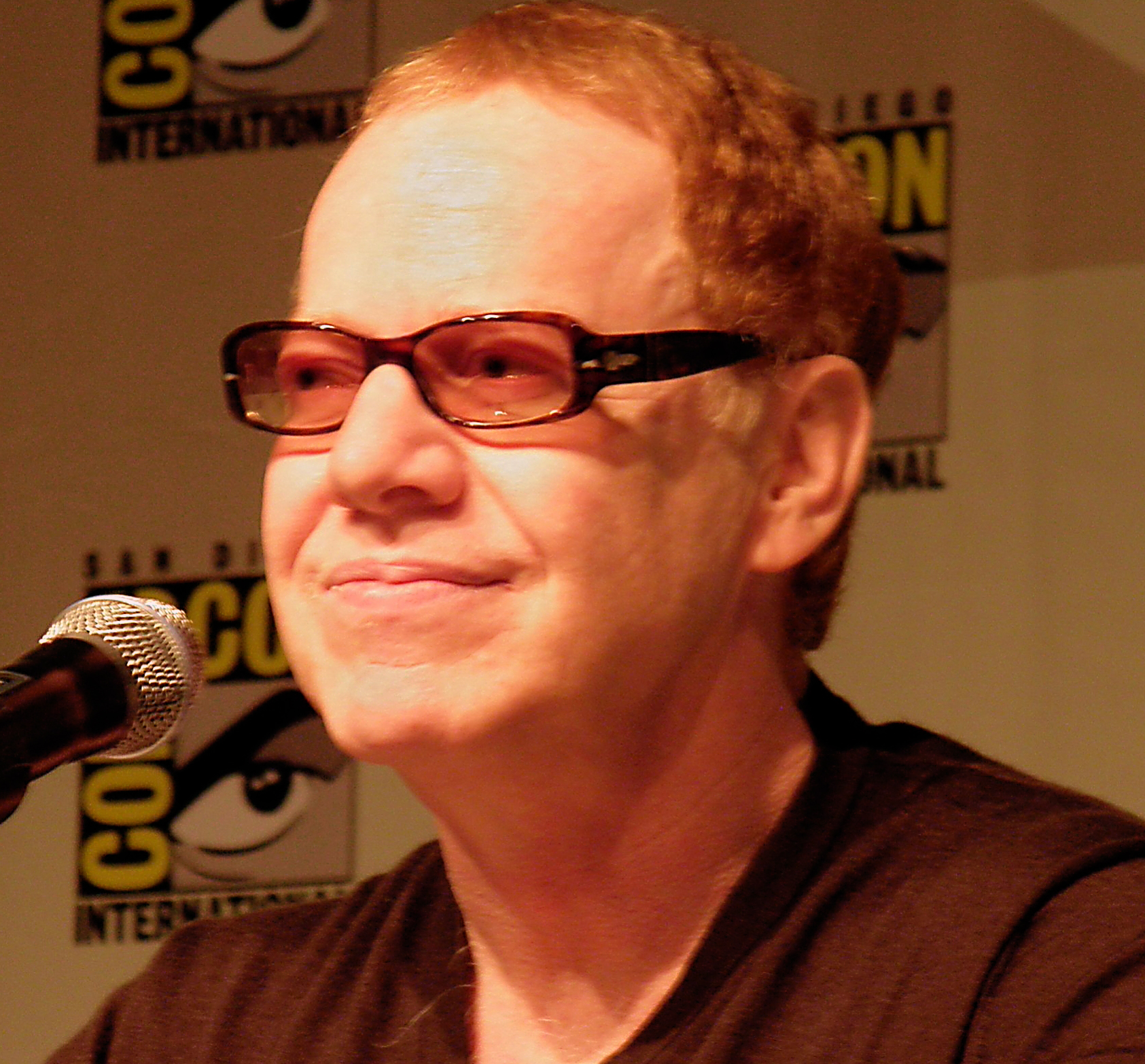
Danny Elfman (2010)

Nach seiner langjährigen Zusammenarbeit mit Regisseur Sam Raimi, für den er unter anderem die Partituren zu Spider-Man und dessen erster Fortsetzung komponierte, warf er diesem vor, ihm bei der Fertigstellung von Spider-Man 2 zu wenig Zeit gegeben zu haben. Elfman betonte in Interviews, „tief enttäuscht“ von Raimi zu sein. Er lehnte außerdem ab, für den am 1. Mai 2007 in den Kinos veröffentlichten Film Spider-Man 3 erneut die Musik zu schreiben. Seine Rolle übernahm Christopher Young, der bereits bei der Fertigstellung der Partitur zu Spider-Man 2 mitgewirkt hatte. Später wurde jedoch bekannt, dass Young mit Elfman kooperiert und lediglich die Themen für die neuen Figuren im Film schuf, während Elfmans „alte“ Themen weiterhin verwendet wurden. Nach einigen Jahren der Distanz näherten sich Raimi und sein alter Komponist wieder an und Elfman produzierte 2013 die Musik zu dessen Filmprojekt Die fantastische Welt von Oz. Zudem komponierte Elfman auch die Filmmusik zu Raimis 2022 veröffentlichtem Film MCU-Film Doctor Strange in the Multiverse of Madness.
Im Jahr 2010 gehörte Danny Elfman der Jury der 67. Internationalen Filmfestspiele von Venedig an. 2010 wurde außerdem bekanntgegeben, dass sein neuester Soundtrack, Alice im Wunderland, für einen Grammy nominiert wurde.
Seit dem 29. November 2003 ist er mit der Schauspielerin Bridget Fonda verheiratet. Sie haben einen gemeinsamen Sohn (* 2005). Elfman ist außerdem der Onkel des Schauspielers Bodhi Elfman, welcher seit 1995 mit Jenna Elfman (bekannt als Dharma aus der Fernsehserie Dharma & Greg) verheiratet ist. Im Jahr 2017 erhielt Danny Elfman den Max Steiner Film Music Achievement Award bei der Veranstaltung Hollywood in Vienna.
In einem Interview mit dem deutschen Alternative-Rock-Magazin Visions im Mai 2021 schilderte Danny Elfman, nach Abschluss eines Auftrags für Filmmusik die fertigen Musikdateien beim Filmteam einzureichen, ohne Einfluss auf die weitere Verwendung seiner Kompositionen, die „in klanglicher Konkurrenz zu Dialogen und Sound-Effekten“ stünden, im betreffenden Spielfilm zu haben, etwa wie laut und mit welcher Dynamik seine geschriebene Musik eingesetzt werde. Dieser Umstand sei manchmal für einen Künstler enttäuschend, womit sich ein Filmmusikkomponist jedoch arrangieren müsse. Im Juni 2021 veröffentlichte Danny Elfman sein zweites Solo-Album Big Mess als Rockmusiker, nach seinem 1984 erschienenen solistischen Debütalbum So-Lo. 2022 komponierte er "The Percussion Concerto", ein Konzert für Schlagzeug und Orchester, das am 25. Mai 2022 in London uraufgeführt wurde.
2023 erhielt er für das Lied What’s This? aus Nightmare Before Christmas eine Goldene Schallplatte in den USA, 2024 folgte Silber in Großbritannien für This is Halloween.

## Diskografie

### Soundtracks
Zu folgenden Filmen erstellte Danny Elfman komplette Soundtracks:
- 1982: Totaler Sperrbezirk (Forbidden Zone)
- 1985: Pee-Wee’s irre Abenteuer (Pee-wee’s Big Adventure)
- 1986: Alfred Hitchcock zeigt (Alfred Hitchcock Presents, Fernsehserie, Folge 1x19 The Jar)
- 1986: Mach’s noch mal, Dad (Back to School)
- 1986: Wisdom – Dynamit und kühles Blut (Wisdom)
- 1987: Summer School
- 1988: Die Geister, die ich rief … (Scrooged)
- 1988: Midnight Run – Fünf Tage bis Mitternacht (Midnight Run)
- 1988: Heiß auf Trab (Hot to Trot)
- 1988: Big Top Pee Wee
- 1988: Beetlejuice
- 1989: Batman
- 1990: Darkman
- 1990: Dick Tracy
- 1990: Edward mit den Scherenhänden (Edward Scissorhands)
- 1990: Cabal – Die Brut der Nacht (Nightbreed)
- 1991: Article 99
- 1991: Reine Glückssache (Pure Luck)
- 1992: Batmans Rückkehr (Batman Returns)
- 1993: Hund mit Familie (Family Dog, Fernsehserie)
- 1993: Nightmare Before Christmas (The Nightmare Before Christmas) (UK: Silber)
- 1993: Sommersby
- 1993: Armee der Finsternis (Army of Darkness)
- 1994: Black Beauty
- 1994: Dolores (Dolores Claiborne)
- 1994: Shrunken Heads
- 1995: Dead Presidents
- 1995: To Die For
- 1996: Freeway
- 1996: The Frighteners
- 1996: Extrem … mit allen Mitteln (Extreme Measures)
- 1996: Mars Attacks!
- 1996: Mission: Impossible
- 1997: Flubber
- 1997: Good Will Hunting
- 1997: Men in Black
- 1998: Ein einfacher Plan (A Simple Plan)
- 1998: Zivilprozess (A Civil Action)
- 1998: Psycho (Komposition: Bernard Herrmann)
- 1998: Modern Vampyres
- 1999: Sleepy Hollow
- 1999: Überall, nur nicht hier (Anywhere But Here)
- 1999: Instinkt (Instinct)
- 2000: Family Man
- 2000: Lebenszeichen – Proof of Life (Proof of Life)
- 2001: Planet der Affen (Planet of the Apes)
- 2001: Spy Kids
- 2002: Roter Drache (Red Dragon)
- 2002: Men in Black II
- 2002: Chicago
- 2002: Spider-Man
- 2003: Big Fish
- 2003: Hulk
- 2004: Spider-Man 2
- 2005: Corpse Bride – Hochzeit mit einer Leiche (Tim Burton’s Corpse Bride)
- 2005: Charlie und die Schokoladenfabrik (Charlie and the Chocolate Factory)
- 2005: The Sixth Element
- 2006: Nacho Libre
- 2006: Schweinchen Wilbur und seine Freunde (Charlotte’s Web)
- 2006: Wunder der Tiefe 3D (Deep Sea 3D)
- 2007: Operation: Kingdom (The Kingdom)
- 2007: Triff die Robinsons (Meet the Robinsons)
- 2008: Standard Vorgehensweise (Standard Operating Procedure)
- 2008: Wanted
- 2008: Hellboy – Die goldene Armee (Hellboy II: The Golden Army)
- 2008: Milk
- 2009: Terminator: Die Erlösung (Terminator Salvation)
- 2009: Notorious B.I.G.
- 2009: Taking Woodstock
- 2009: #9 (9)
- 2010: Wolfman (The Wolfman)
- 2010: Alice im Wunderland (Alice in Wonderland)
- 2010: 72 Stunden – The Next Three Days (The Next Three Days)
- 2011: Real Steel
- 2012: Dark Shadows
- 2012: Men in Black 3
- 2012: Silver Linings (Silver Linings Playbook)
- 2012: Frankenweenie
- 2012: Hitchcock
- 2012: Promised Land
- 2013: Die fantastische Welt von Oz (Oz the Great and Powerful)
- 2013: Epic – Verborgenes Königreich (Epic)
- 2013: American Hustle
- 2014: Die Abenteuer von Mr. Peabody & Sherman (Mr. Peabody & Sherman)
- 2014: Big Eyes
- 2015: Fifty Shades of Grey
- 2015: Avengers: Age of Ultron
- 2015: Gänsehaut (Goosebumps)
- 2016: Before I Wake
- 2016: Alice im Wunderland: Hinter den Spiegeln (Alice Through the Looking Glass)
- 2016: Girl on the Train (The Girl on the Train)
- 2017: Fifty Shades of Grey – Gefährliche Liebe (Fifty Shades Darker)
- 2017: The Circle
- 2017: Tulpenfieber (Tulip Fever)
- 2017: Justice League
- 2018: Don’t Worry, weglaufen geht nicht (Don’t Worry, He Won’t Get Far on Foot)
- 2018: Fifty Shades of Grey – Befreite Lust (Fifty Shades Freed)
- 2019: Dumbo
- 2019: Men in Black: International
- 2020: Die fantastische Reise des Dr. Dolittle (Dolittle)
- 2021: The Woman in the Window
- 2022: Doctor Strange in the Multiverse of Madness
- 2022: Weißes Rauschen (White Noise)
- 2024: Beetlejuice Beetlejuice
- 2025: Dracula – Die Auferstehung (Dracula: A Love Tale)

### Titelmusiken
| Kino Nur Titelmusiken bzw. ergänzende Soundtracks - 1985: L.I.S.A. – Der helle Wahnsinn (Weird Science) - 1985: Unglaubliche Geschichten (Amazing Stories) - 1987: Teenwolf II (Teen Wolf Too) - 1988: Face Like a Frog - 1990: Leatherface: Texas Chainsaw Massacre III - 1992: Buffy – Der Vampir-Killer (We Close Our Eyes) - 1992: Flash III: Deadly Nightshade - 1994: Darkman II – Durants Rückkehr (Darkman II – The Return of Durant) - 1995: Ritter der Dämonen (Demon Knight) - 1996: Bordello of Blood - 1996: Darkman III – Das Experiment (Darkman III – Die Darkman Die) - 1996: Extrem … mit allen Mitteln (Extreme Measures) - 1997: Scream 2 - 1999: Der Onkel vom Mars (My Favorite Martian) - 2000: The World of Stainboy - 2001: Heartbreakers – Achtung: Scharfe Kurven! (Heartbreakers) - 2007: Spider-Man 3 - 2007: Die Simpsons – Der Film (The Simpsons Movie) - 2018: Der Grinch (The Grinch) Videospiele - 2004: Fable - 2008: Fable II | Fernsehen - 1985: Alfred Hitchcock presents - 1986: Fast Times - 1986: Sledge Hammer! - 1986: Pee-wee’s Playhouse - 1989: Die Simpsons (The Simpsons) - 1989: Beetlejuice – Ein außergewöhnlicher Geist (Beetlejuice) - 1989: Geschichten aus der Gruft (Tales from the Crypt) - 1990: Flash – Der Rote Blitz (The Flash) - 1990: Batman (Batman: The Animated Series, Trickfilm-Fernsehserie) - 1993: Family Dog - 1994: Lisa – Der helle Wahnsinn (Weird Science) - 1997: Perversions of Science - 1999: Dilbert - 2004: Desperate Housewives - 2017: When We Rise - 2022: Wednesday Kompilationen Auf CD erschienen folgende Compilations, die eine Auswahl seiner besten Filmmusiken enthalten. - 1990: Music for a Darkened Theater: Film and Television Music Volume One - 1996: Music for a Darkened Theater: Film and Television Music Volume Two Auch arbeitete Danny Elfman an einem Album mit Disney zusammen, welches aber nie in einem Film umgesetzt wurde. - 1993: Little Demons |

## Auszeichnungen
| Preis                      | Nominierungen   | Prämierungen | Film | Verleihung                                                            |
| Oscar                      | Beste Filmmusik |              | Good Will Hunting Men in Black Big Fish Milk | 1998 2004 2009                                                        |
| Saturn Award               | Beste Musik     | Beste Musik  | Beetlejuice Edward mit den Scherenhänden Nightmare Before Christmas Dolores The Frighteners Mars Attacks! Men in Black Sleepy Hollow Spider-Man Hulk Spider-Man 2 Charlie und die Schokoladenfabrik Frankenweenie                                                                           | 1990 1992 1994 1996 1997 1998 2000 2003 2004 2005 2006 2012           |
| British Academy Film Award | Beste Filmmusik |              | Chicago | 2003                                                                  |
| BMI TV Music Award         | Beste Musik     | Beste Musik  | Die Simpsons Desperate Housewives | 1996 1998 2003 2005                                                   |
| BMI Film Music Award       | Beste Musik     | Beste Musik  | Mach’s noch mal, Dad Die Geister, die ich rief … Beetlejuice Batman Dick Tracy Batmans Rückkehr Mission: Impossible Men in Black Good Will Hunting Flubber Sleepy Hollow Family Man Planet der Affen Spider-Man Men in Black II Chicago Hulk Spider-Man 2 Charlie und die Schokoladenfabrik | 1987 1989 1990 1991 1993 1997 1998 2000 2001 2002 2003 2004 2005 2006 |